# Syrtis Hill
Der Syrtis Hill ist ein markanter, schneefreier, kegelförmiger, terrassierter und rund 500 m hoher Hügel an der Ostküste der westantarktischen Alexander-I.-Insel. Er ragt an der nordwestlichen Ecke der Two Step Cliffs oberhalb des Viking Valley auf.
Der Hügel ist eine wichtige schneefreie Landmarke und der Ort biologischer und geologischer Untersuchungen. Das UK Antarctic Place-Names Committee benannte ihn 1993 nach der Syrtis Major, einem großen Plateau auf dem Planeten Mars, das der niederländische Astronom Christiaan Huygens im Jahr 1659 erstmals beschrieb.